# Locul fosilifer de la Ezeriș
Locul fosilifer de la Ezeriș (monument al naturii), este o arie protejată de interes național ce corespunde categoriei a III-a IUCN (rezervație naturală de tip paleontologic), situată în județul Caraș-Severin, pe teritoriul administrativ al comunei Ezeriș.
Rezervația naturală, întinsă pe o suprafață de 2 ha, se află în partea sud-estică a satului Ezeriș, pe dealul Șopot și reprezintă o zonă cu resturi fosilifere tortoniene, de viermi, briozoare, brahiopode, austrocote, otolite, antozoare, etc.